# Riegelmijn 43

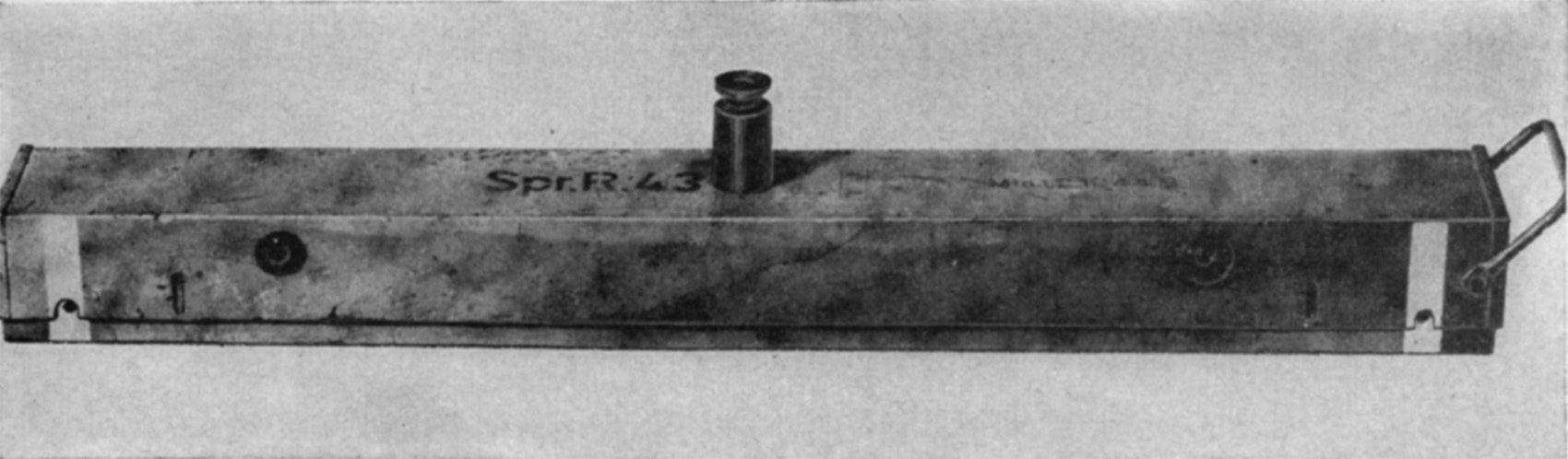
Een Riegelmine 43.

De Riegelmine 43 of (Sprengriegel / R.Mi. 43) is een Duitse stalen anti-tankmijn die werd gebruikt in de Tweede Wereldoorlog. De mijn heeft een lange en dunne rechthoekige vorm. Deze bestaat uit een onderste en bovenste metalen plaat en een inwendige metalen mantel voorzien van explosieven. Er zijn twee ZZ42-ontstekers (buizen) bevestigd aan elk uiteinde van het interne blok. De mijn kan ook tot ontploffing komen door een extra druk op de bovenste buis. De mijn is vergelijkbaar met de Italiaanse B-2-mijn. Een variant is de Riegelmine 44, ook geproduceerd met een andere buis. Ongeveer 3.051.400 exemplaren werden gemaakt tussen 1943 en 1945.
Riegelmijnen zijn bijna onmogelijk te ruimen, omdat ze vrij instabiel zijn. Deze mijn is uiterst gevoelig voor de kleinste verstoring en komt daarom gemakkelijk tot ontploffing. De aanbeveling om deze mijnen onschadelijk te maken is dan ook om ze te laten ontploffen met een kleine explosieve lading.
Bij baggerwerkzaamheden in 2007 bij Coevorden is deze mijn aangetroffen en door de EOD tot ontploffing gebracht. 
Specificaties
- Gewicht: 9,3 kg
- Explosieve inhoud: 4 kg TNT
- Lengte: 800 mm
- Breedte: 95 mm
- Hoogte: 120 mm
- Werkdruk: Variabel - 360 kg in het midden, 180 kg aan de uiteinden.